# Rothus vittatus
Espèce
Rothus vittatus est une espèce d'araignées aranéomorphes de la famille des Pisauridae.

## Distribution
Cette espèce vit en Afrique du Sud , et au Zimbabwe.

## Description
La femelle holotype mesure 10 mm.

## Publication originale
- Simon, 1898 : Descriptions d'arachnides nouveaux des familles des Agelenidae, Pisauridae, Lycosidae et Oxyopidae. Annales de la Société entomologique de Belgique, vol. 42, p. 1-34 (texte intégral).